# Mancayan
Mancayan (en ilocano: Mankayan) es un municipio filipino de primera categoría perteneciente a  la provincia de Benguet en la Región Administrativa de La Cordillera.

## Geografía
Tiene una extensión superficial de 130.48 km² y según el censo del 2007, contaba con una población de 34.563 habitantes y 6.495 hogares; 35.586 habitantes el día primero de mayo de 2010
En el territorio del municipi se encuentra el Parque Nacional del Monte Meter en cuyas laderas se encuentran las fuentes de los ríos Abra, Agno y Chico.

### Barangayes
Mancayan se divide administrativamente en 12  barangayes o barrios, 10  de  carácter rural, y los dos restantes, Paco y Sapit,  urbanos.
| - Balili - Bedbed - Bulalacao | - Cabiten - Colalo - Guinaoang | - Paco - Población - Sapid | - Suyoc - Tabio - Taneg |

## Historia
Mancayan formaba parte de la Comandancia de Lepanto una división administrativa histórica del  Reyno de Filipinas situada en la isla de Luzón.
En la mina Lepanto  se descubre en 1874 la luzonita ( Fórmula = Cu3AsS4), un mineral de la clase de los minerales sulfuros, y dentro de esta pertenece al llamado "grupo de la estannita". Su nombre es el de la isla de Luzón.

Mancayan se convirtió en un municipio en el año 1955.